# SNP (sip-n-puff)

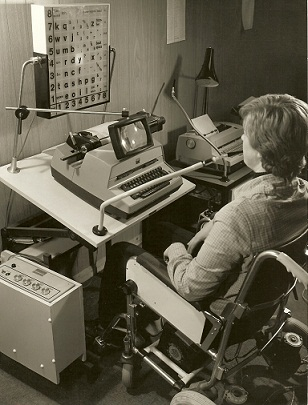
El mecanisme de selecció operat pel pacient (POSM o POSSUM) es va desenvolupar a principis de la dècada de 1960 i utilitzava un mecanisme de control de xuclar i bufar.

Sip-and-puff o sip-n-puff (SNP) és una tecnologia d'assistència que s'utilitza per enviar senyals a un dispositiu mitjançant la pressió de l'aire "xuclant" (inspirant) o "bufant" (exhalant) amb una palla, un tub o una "vareta". " És utilitzat principalment per persones que no tenen l'ús de les seves mans. S'utilitza habitualment per controlar una cadira de rodes motoritzada per part de persones tetraplègiques amb lesions molt elevades a la medul·la espinal o persones amb ELA.

## Calibració i configuració
Els dispositius que utilitzen la tecnologia SNP requereixen quantitats específiques de pressió d'aire per ser "xuclat" o "bufat" per l'usuari. Aquestes quantitats de pressió es denoten normalment com un xuclar fort/bufar fort o xuclar suau/ bufar suau, però poden existir altres terminologies. Cal tenir en compte que les paraules "fort" i "suau" són relatives a l'usuari i depenen de les seves capacitats respiratòries. Normalment, els nivells de pressió d'aire corresponents al xuclar/bufar fort i xuclar/bufar suau s'estableixen mitjançant una calibració inicial del sensor de pressió completada abans que l'usuari comenci a utilitzar el seu dispositiu SNP. Amb l'ajuda d'un tècnic, l'usuari programarà el dispositiu SNP per reconèixer la capacitat del seu cos per generar un xuclar/bufar fort i un xuclar/bufar suau. Un cop finalitzat aquest procés de calibratge, el dispositiu SNP només reconeixerà el xuclar i bufar específic de l'usuari que s'han desat al dispositiu SNP.

## Control de cadira de rodes motoritzada
Les aplicacions típiques dels dispositius Sip-and-Puff són per al control d'una cadira de rodes motoritzada. El control normalment consta de quatre entrades diferents de l'usuari. Un bufar fort inicial permetrà que la cadira de rodes avanci, mentre que un xuclar fort l'aturarà. Per contra, un xuclar fort inicial permetrà que la cadira de rodes es mogui cap enrere, mentre que una bufar fort l'aturarà. Un xuclar suau contínu o un bufat suau permetrà que la cadira de rodes es mogui cap a l'esquerra o cap a la dreta, respectivament, depenent de quant de temps l'usuari bufi dins del tub, la palla o la "vareta".

## Dispositiu d'entrada de l'ordinador
L'entrada controlada per la boca ofereix als usuaris una manera senzilla i eficaç de controlar el moviment del ratolí. El moviment i el funcionament d'aquest joystick és similar al d'un pal de boca. El clic del botó del ratolí s'aconsegueix amb l'ajuda de la funció "xuclar o bufar" del joystick. Un dispositiu d'entrada SNP combinat amb un programari d'accessibilitat informàtica significa que es poden utilitzar molts programes accessibles per teclat amb aquest dispositiu.